# إذخر مكشوف
إذخر مكشوف (الاسم العلمي:Cymbopogon exsertus) هو نوع من النباتات يتبع جنس الإذخر من الفصيلة النجيلية.